# دازمیرکنده
دازمیرکنده، روستایی از توابع بخش رودپی شمالی شهرستان ساری در استان مازندران ایران است.

## جمعیت
این روستا در دهستان فرح‌آباد جنوبی قرار داشته و براساس آخرین سرشماری مرکز آمار ایران که در سال ۱۳۸۵ صورت گرفته، جمعیت آن ۷۴۷نفر (۲۰۹خانوار) بوده‌است.